# Ólafur Gunnarsson
Ólafur Gunnarsson (* 18. Juli 1948 in Reykjavík) ist ein isländischer Autor.
Ólafur Gunnarsson arbeitete in der Wirtschaft und als Fahrer eines Rettungswagens. Seit 1974 schreibt er Romane, Geschichten, Kinderbücher und Gedichte. Für seinen Roman „Öxin og jörðin“ (Die Axt und die Erde) wurde er mit den wichtigsten Literaturpreisen seines Landes ausgezeichnet. Der Stoff wurde für ein Theaterstück adaptiert und wird verfilmt.

## Werke in deutscher Übersetzung
- Niemand wie ich (Tröllakirkja, 2004), Göttingen, Steidl, 2006, ISBN 3-86521-350-2.